# Міланська сеньйорія
Міланська сеньйорія (італ. Signoria di Milano) — держава в Північній Італії, створена в травні 1259 року після обрання Мартіно делла Торре володарем (сеньйором) Мілана. З 1259 по 1277 нею керувала родина Делла Торре, поки після битви біля Дезіо Напо делла Торре не був змушений поступитися позицією сеньйора Міланського Оттоне Вісконті. Панування династії Вісконті призвело до серії територіальних завоювань, які привели сім'ю до отримання титулу герцогів Міланських в 1395 році.

## Передісторія

### Криза Міланської комуни
Як і багато італійських середньовічних комун, починаючи з XII століття, Мілан також мав консульський уряд. Консули представляли олігархічний уряд, в якому мали право голосу найважливіші родини Мілана. У 1130 році Міланом керували двадцять три консули і вже в той час були представлені родини Делла Торре і Вісконті. Консули поділялися на дві основні групи: капітанів, найбільш знатний клас, і вальвасорів які ще у в 1035 році організувалися в корпорацію Мотти. Після протесту в 1198 році, до капітанів і короорації Мотти приєдналися Креденцаді Сант-Амброджіо (Credenza di Sant'Ambrogio), збори, що складалися з представників буржуазних і народних класів. Після утворення Креденци між трьома фракціями почалися дедалі більші суперечки та розпочалася довга серія зіткнень, яка завершилася в 1225 році перемогою Креденци та рішучим зменшенням влади капітанів.

### Піднесення родини Делла Торре
У 1240 році фракція знаті пережила кризу, яку очолив Пагано делла Торре, який вирішив об'єднатися з Креденцією ді Сант'Амброджо, яка призначила його Подеста. Делла Торре походив із знатної і важливої родини та здобув популярність, коли в 1237 році він дав притулок у своїх володіннях у Вальсасіні залишкам міланської армії, яка зазнала поразки в битві при Кортенуові. Делла Торре керував містом до своєї смерті 6 січня 1241 року. За цей короткий період правління він зміг укласти союзи з могутніми морськими республіками Венеції та Генуї, а також розширив міланські земелі, зумівши знизити податки та заспокоїти постійне невдоволення громадян.

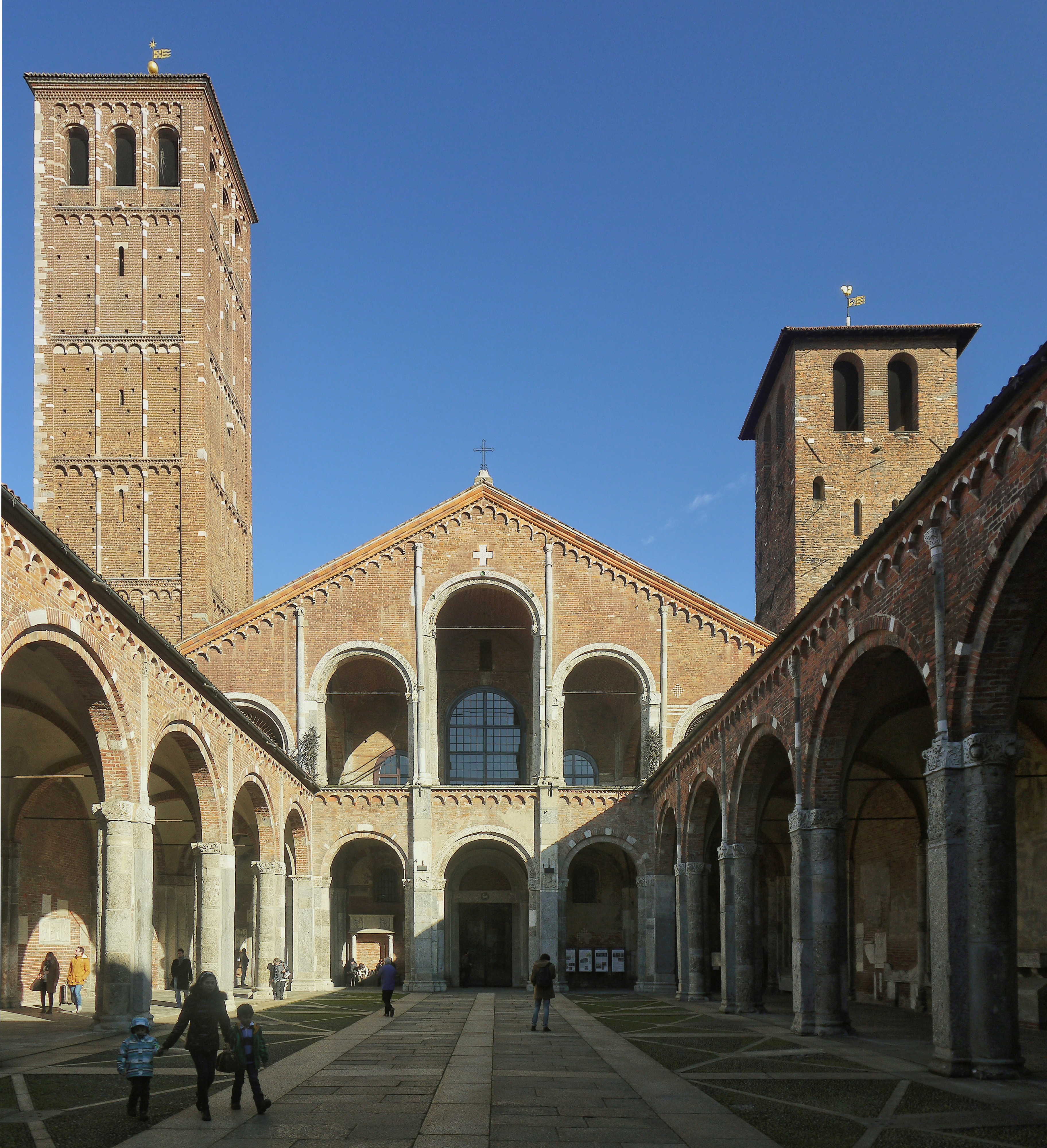
Базиліка Сант-Амброджіо в Мілані, де було підписано мир 1258 року

У 1246 році зіткнення між народною фракцією та фракцією капітанів відновилися, що унеможливило регулярне управління комуною. Після заворушень 26 травня 1247 року папський легат Грегоріо ді Монтелонго передав посаду старійшини Креденци племіннику Пагано, Мартіно делла Торре, який реорганізував муніципальну владу. Невдовзі боротьба між Креденцою та аристократами поновилася, і в 1253 році містом був покликаний Манфред II Ланча, але через три роки він вирішив перейти до партії гібелінів, залишивши Мілан. З вакуумом влади війна відновилася, і 5 квітня 1257 року, перш ніж прийти до нового зіткнення, капітани та Мотта, об'єднані проти Креденца, які все ще очолювали Мартіно делла Торре, погодилися на перемир'я в Парабіаго, за яким 4 квітня 1258 року було укладено мир у Сант-Амброджіо.
Тим часом також у Комо поновилася боротьба між народним класом, представленим Віттані, і дворянським класом, очолюваним родиною Русконі. У червні 1258 року, лише через три місяці після миру в Сант-Амброджіо, капітани Мілана надали допомогу Русконі, і це втручання спровокувало швидку реакцію Креденци, яка, надіславши свої війська, привела до перемоги Віттані, який призначив подестою Комо Мартіно делла Торре. Після цих подій у липні мирну угоду було розірвано. Щоб уникнути подальших безладів, 30 березня 1259 року в базиліці Санта-Текла було запропоновано обрати лідера: Мартіно делла Торре був кандидатом від Креденци, Аццоліно Марчелліно від Мотти і, нарешті, Гульєльмо да Сорезіна від знаті. Чисельно переміг кандидат від Креденци, але Мотта не визнала цього вибору і вирішила об'єднатися з капітанами та підтримати кандидатуру Гульєльмо да Сорезіна.
У той момент тупикову ситуацію втрутився папський легат, архієпископ Ембрун Енріко да Суза, який запропонував Сорезіну та делла Торре покинути місто, щоб знайти примирення. Делла Торре поїхав до Комо, де він був подестою, зібрав армію та вступив у Мілан, і в результаті Креденца визнала його володарем (сеньйором) Мілана, таким чином заснувавши Міланську сеньйорію.

## Історія

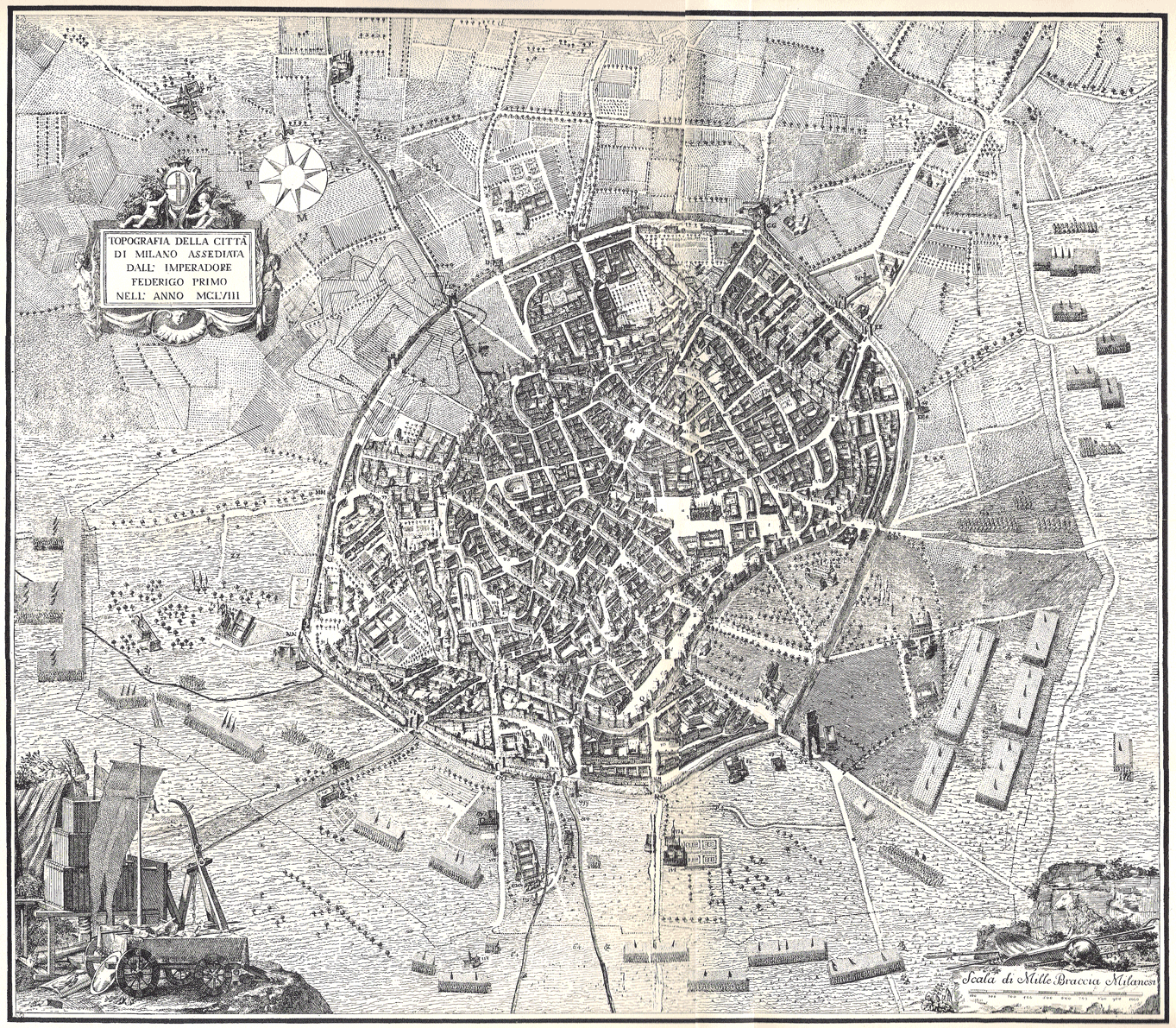
Місто Мілан в середні віки.

Таким чином, в травні 1259 року Мартіно делла Торре став першим сеньйором Мілана і першим його заходом було вигнання родини Сорезіна з міста, щоб позбавитись супротивників. Через кілька днів, 17 вересня, він вирішив об'єднатися з Папською державою, щоб перемогти головного прихильника сім'ї Сорезіна, сеньйора Верони, Падуї та Віченци Еццеліно III да Романо, який був убитий 8 жовтня 1259 року після битви при Кассано. Після усунення своїх ворогів делла Торре думав про пошук нових союзників, тому 11 листопада Оберто Паллавічіно, незважаючи на папське відлучення, був призначений генерал-капітаном Мілана на п'ять років. Як наслідок наступного року папа Олександр IV вирішив відлучити Мартіно делла Торре також. Незважаючи на централізацію повноважень, делла Торре не зміг обрати єпископом свого двоюрідного брата Раймондо, прямого нащадка Пагано, який замість цього був призначений до єпархії Комо. Оттоне Вісконті вступив на посаду архієпископа Мілана 22 липня 1262 року, викликавши гнів міланського сеньйора, який змусив Вісконті за допомогою Паллавічіно сховатися в Монтефіасконе в Папській державі. Через кілька місяців після відступу Вісконті 20 листопада 1263 року Мартіно делла Торре помер у Лоді. Через відлучення від Церкви його поховали біля абатства К'яравалле, а не в ньому.

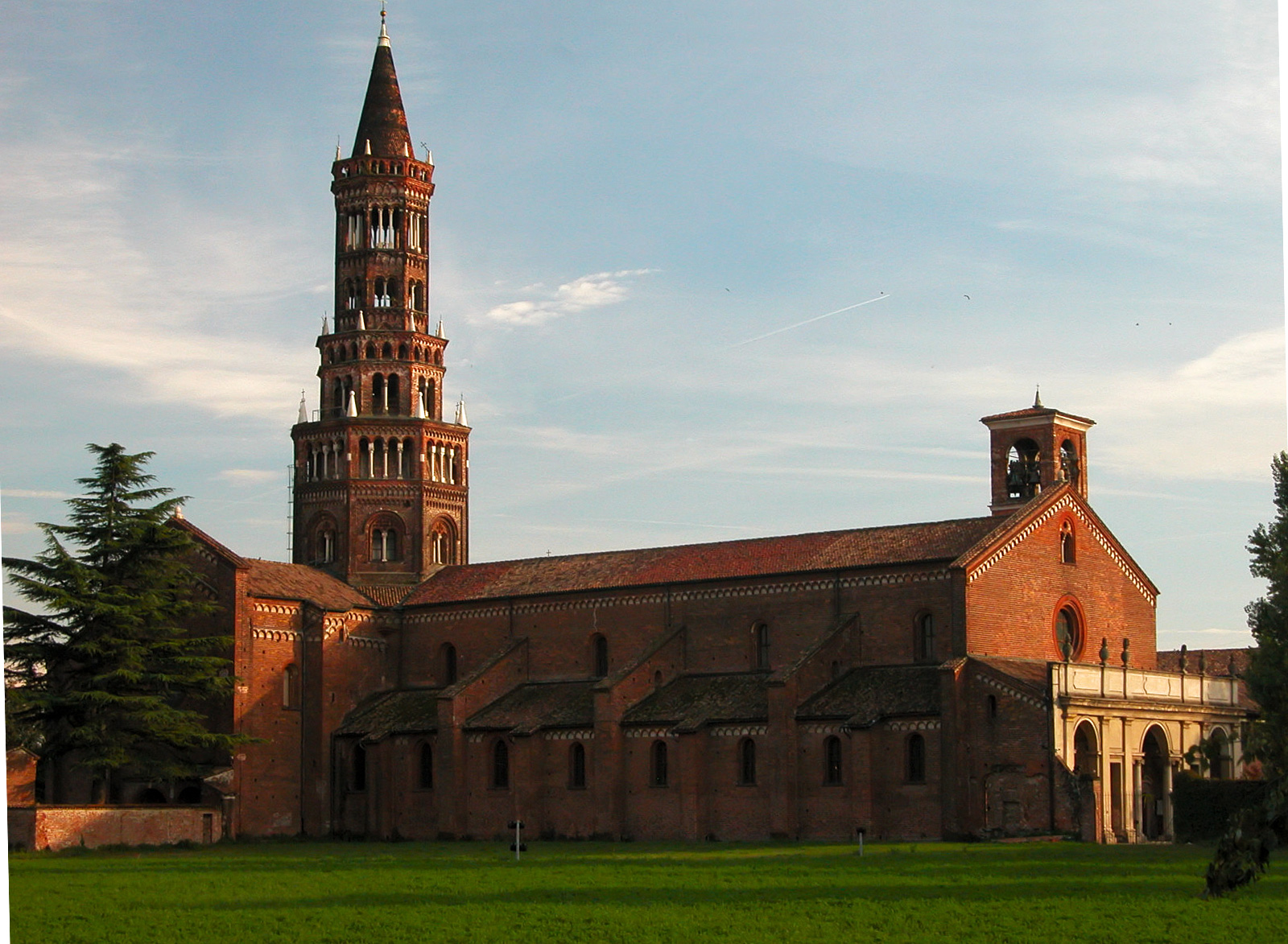
Абатство К'яравалле, місце поховання Мартіно і Філіппо делла Торре, перших двох сеньйорів Мілана

Новим сеньйором Мілана Креденца обрала Філіппо делла Торре, брата Мартіно. У грудні 1263 року Філіппо приєднав Комо до володінь Мілана завдяки підтримці місцевої родини Віттіані, а 11 грудня 1264 року, після закінчення терміну його повноважень, Оберто II Паллавічіно було вигнано з Мілана, фактично ставши ворогом родини Делла Торре. У 1265 році делла Торре запропонував Папській державі військову допомогу в обмін на обрання свого двоюрідного брата Раймондо на посаду архієпископа Мілана замість Оттоне Вісконті, але ця пропозиція знову була відхилена Папою Климентом IV, який нещодавно вступив на папський престол. 24 вересня 1265 року Філіппо делла Торре помер, залишивши конфлікти з церквою невирішеними. Незважаючи на це, Філіппо вдалося сформувати єдиний фронт на чолі з Міланом з міст Бергамо, Комо, Лекко, Лоді, Монца, Новара, Варезе, Верчеллі та Брешія, зокрема завдяки альянсам і родинним зв'язкам із могутньою родиною Маггі.

### Напо делла Торре
У 1265 році, після смерті Філіппо, панування Мілана перейшло до Напо делла Торре, сина Пагано, якого підтримували його брати Франческо і Паганіно. Франческо був названий володарем Сепріо, а Паганіно став подестою Верчеллі. Помста Паллавічіно не змусила себе довго чекати, і 29 січня 1266 року Паганіно було вбито групою міланських дворян, яким допомагали люди з Павії, найняті Паллавічіно. Після вбивства свого брата, Напо делла Торре наказав обезголовити тринадцятьох дворян-змовників, а також віддав наказ обезголовити дванадцятьох дворян, замкнених у міланських в'язницях після битви при Табіаго, та ще двадцять вісім дворян, замкнених у в'язницях Треццо-суль'Адда. Щоб уникнути подальших вторгнень свого колишнього союзника Оберто II Паллавічіно, 23 березня 1266 року Напо вирішив скликати представників міст Ломбардської ліги. Як тільки проблема Паллавічіно була вирішена, Напо також мав справу з давньою суперечкою щодо архієпископства Мілана, яка почалася в 1259 році. Під тиском Папи Римського 7 грудня 1266 року Мілан вирішив прийняти призначення Оттоне Вісконті, після чого всі міланці були звільнені від відлучення, але як запобіжний захід Оттоне залишився у Вітербо.
З 1267 по 1274 рр. було встановлено володіння родини делла Торре, і протягом наступних років Напо та його брат Франческо зуміли керувати Міланською сеньйорією у відносному спокої. У цей період відбулося покращення відносин з Французьким королівством, яке забезпечило кращі угоди з Міланом щодо торгівлі вовною. У квітні 1270 року Мілан розпочав війну проти Лоді, який упав через 3 місяці під облогою Напо делла Торре, який став володарем міста. У 1271 році через безперервні війни та збільшення податків послідували незліченні повстання проти міланського панування: спочатку Брешія, а потім Лоді, Комо, Крема, Кремона та Новара. Після направлення своїх військ проти Павії, 6 червня 1274 року Напо підписав мирний договір з Павією та Новарою.

Суперництво з Оттоне Вісконті посилилося, і Напо делла Торре вирішив послати 6000 чоловік для захисту міста Мілан. У цей період насправді є епізоди партизанської війни Павії та повстанських фракцій. Проте Делла Торре вдалося розбити армію Павії та вбити їх полководця Гоффредо ді Лангоско. Делла Торре також вдалося взяти кількох полонених, у тому числі Теобальдо Вісконті, племінника архієпископа Оттоне та батька Маттео I Вісконті. Тоді Оттоне вирішив зайняти Кастельсепріо, але Напо змусив його втекти. Після перемоги у важливій битві при Гуаццері в 1276 році поблизу Ранко в районі Варезе і згодом програної битві при Герміньязі він боровся за володіння фортецею Ангера, яка, однак, залишилася в руках родини Делла Торре.

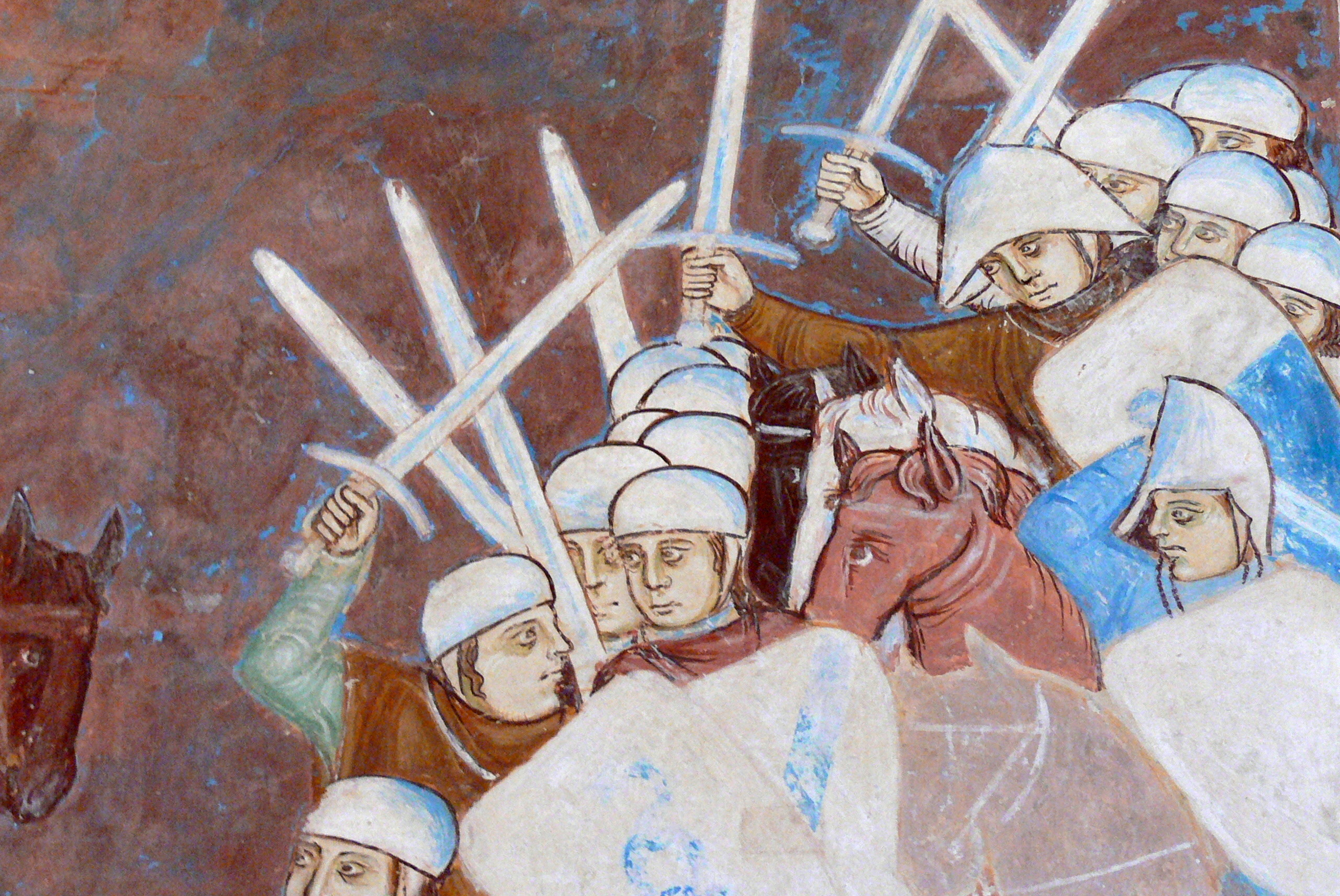
Фреска в Rocca Borromeo di Angera, що зображує битву при Дезіо, в якій родина Делла Торре втратила панування над Міланом

Напо делла Торре зазнав поразки та був захоплений архієпископом Оттоне Вісконті у Битві при Дезіо 21 січня 1277 року. Він помер наступного року в полоні в замку Бараделло поблизу Комо. Його брат Франческо загинув у тій же битві. Його син Коррадо, відомий як «Моска», і Гвідо, син Франческо, також були взяті в полон, але зуміли втекти із замку в 1284 році. З приходом Вісконті в Мілан володіння делла Торре були розграбовані. З цього моменту делла Торре організував невпинну партизанську війну проти Вісконті за підтримки Фріулі та лояльних до них міст долини По.
Під правлінням Напо делла Торре Мілан був модернізований завдяки великій програмі громадських робіт, які радикально змінили його, зробивши його справжньою метрополією Північної Італії. Будівництво почалося з церкви, що стояла на місці сучасної церкви Сан-Бернардіно-алле-Осса, а через два роки почалося будівництво церкви Санті-Симоне-е-Джуда. 20 травня 1271 року Напо наказав викласти бруківкою головні вулиці, починаючи з Порта-Нуова та Порта-Орієнтале, і того ж року було завершено ділянку каналу між Міланом і Абб'ятеграссо. У травні 1272 року було прийнято рішення про будівництво вежі в новому Палаццо-делла-Раджоне.

### Оттоне Вісконті
У 1277 році Оттоне Вісконті реорганізував державні збори та склав список 200 знатних родин, допущених до міста. Оттоне був змушений зіткнутися з делла Торре в Лоді, і йому допоміг Вільгельм VII, маркіз Монферратський, який був призначений генерал-капітаном за пропозицією Оттоне на 10 років. 11 травня 1278 року Кассоне делла Торре захопив Лоді за допомогою імперських військ і патріарха Аквілеї Раймондо делла Торре, а 13 липня військам Делла Торре на чолі з Кассоне делла Торре вдалося перемогти Вісконті, увійшовши до села Порта Тічінезе. Тим часом експансіоністські цілі Вільгельма VII змусили Оттоне Вісконті звільнити його від обов'язків капітана 15 вересня 1278 року. Кассоне, однак, напав на Вісконті в місті Горгонзола і, через велику поразку, був змушений просити допомоги у Вільгельма, а в листопаді того ж року він надав йому посаду Вічного сеньйора Мілана, як той просив раніше. 25 травня 1281 року в битві при Вапріо-д'Адда між делла Торре і Вісконті армія делла Торре зазнала поразки. Патріарх делла Торре Раймондо повернувся до Фріулі, і Лоді досяг миру з Міланом за умови вигнання всіх міланських гвельфів. У грудні того ж року Вільгельма VII Монферратського було вигнано з Мілана, і Оттоне забезпечив його спадкоємство, усиновивши Гвідо да Кастільоне. У березні 1285 року Гоффредо делла Торре, зібравши найманців у Бергамо та Комо, вступив на міланську територію та заволодів Кастельсепріо, який через два роки був зруйнований Вісконті.

### Маттео I Вісконті

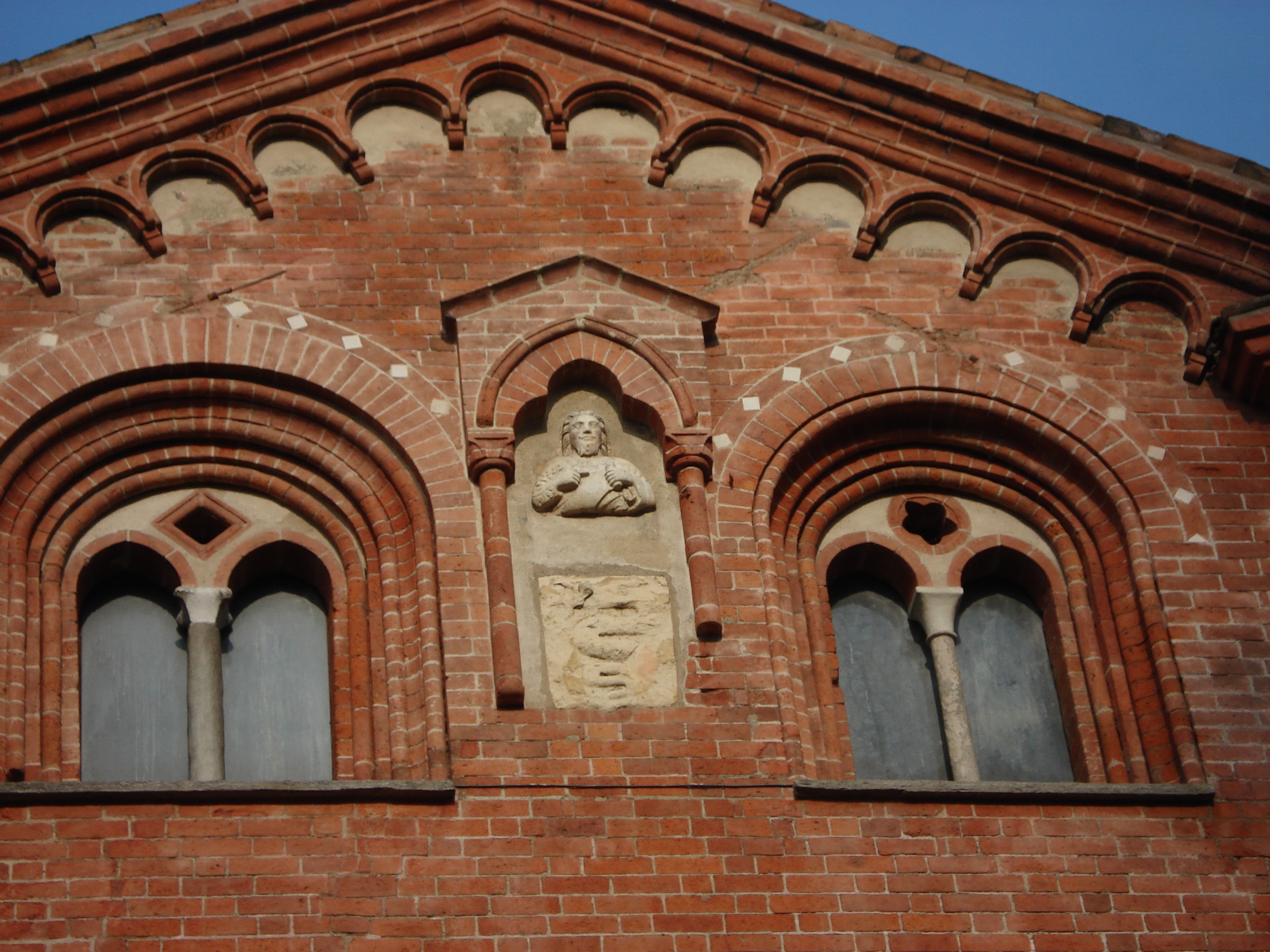
Базиліка Сант'Еусторгіо в Мілані з бюстом Маттео I Вісконті на вершині гербів дому Вісконті

У грудні 1287 року Маттео I Вісконті був призначений капітаном-дель-пополо і негайно переглянув міське законодавство. У вересні 1290 року маркіз Монферратський Вільгельм VII напав на Мілан разом із родиною делла Торре. Прибувши до Морімондо, зіткнувшись з армією Оттоне Вісконті, він відступив до Алессандрії, де, однак, був схоплений і замкнений у клітці, де залишався півтора року до своєї смерті в 1292 році. В 1291 році Маттео Вісконті був призначений сеньйором Міланським. У 1297 році він побудував замок Новара і каплицю Вісконті в базиліці Сант'Еусторгіо, а також дзвіницю, будівництво якої було завершено в 1309 році, і на якій встановлено перший публічний годинник у Мілані.
У травні 1301 Вісконті запропонував висунути свого сина Галеаццо I на посаду капітано-дель-пополо, але його родичі Альбертоне Вісконті, Ландольфо Боррі, Коррадо да Сорезіна, П'єтро Вісконті змовилися проти нього безуспішно. Тоді Маттео був покликаний до Бергамо, щоб примирити місцеві родини, і став капітано-дель-пополо на 5 років, і прямо тут, у Бергамо, 6 липня 1301 року Іоанн I, маркіз Монферратський разом із делла Торре та містами Новара, Верчеллі, Павія, Комо та Кремона зазнали остаточної поразки. У квітні 1302 року члени родини делла Торре Коррадо, Ерекко та Мартіно, син Кассоне, знову з'явилися в Лоді разом із лігою проти Вісконті з Кремоною, Павією, П'яченцею, Новарою, Верчеллі, Лоді, Крема та Монферратським маркграфством під керівництвом Альберто Скотті. Після захоплення П'єтро Вісконті в Бізентраті в червні 1302 року його родичі зібрали армію з 10 000 чоловік. 13 червня палац Вісконті був розграбований і знищений делла Торре та їхніми ворожими родичами. Маттео вдався до посередництва Венеції, щоб домовитися про мир, але після миру в Пйольтелло Делла Торре змусив його залишити уряд Мілана.

### Повернення правління Делла Торре
Влада родини делла Торре повернулась до міста, але частина населення їм протистояла, а Маттео Вісконті знайшов притулок у Ногаролі як гість Скалігерів, володарів Верони. У травні 1303 Вісконті окуповує Беллінцону, потім Варезе, наступного року Брешію, а потім Мартіненго. Тим часом сім'я делла Торре вступила в конфлікт з Альберто Скотті, якого їм вдалося перемогти в 1304 році. 17 грудня 1307 року Гвідо делла Торре призначено капітаном-дель-пополо на рік, а потім 22 вересня 1308 року призначено постійним капітаном. У 1311 році Гвідо делла Торре, вступивши в конфлікт з архієпископом Кассоне делла Торре, сином Коррадо, його двоюрідним братом, порушив сімейну єдність, яка була сильною перевагою династії Делла Торре, і, спробувавши змусити народ повстати проти імператора Священної Римської імперії Генріха VII, був змушений тікати, втративши владу, яка повернулась Вісконті. Після цього влада родини делла Торре над Міланом остаточно зникає.

### Правління Вісконті
Місто остаточно повернулось в руки Вісконті лише 20 вересня 1313 року, коли Маттео Вісконті знову був призначений довічним сеньйором Мілана. Делла Торре, союзники Павії, відновили бій з Вісконті і 24 вересня зазнали поразки під Ро, Ломбардія. Делла Торре отримав таку підтримку папи, що 28 травня 1317 року папа визнав панування Маттео нелегітимним, але влада Вісконті продовжувала зростати з призначенням Джованні Вісконті архієпископом Мілана, що не було прийнято папою Іваном XXII, який призначив Айкардо Антіміані з Новари. Були встановлені нові комерційні відносини з Венеційською республікою та з Французьким королівством. 4 січня 1318 року Маттео був відлучений від церкви, а згодом таке ж покарання було застосовано до Кангранде I делла Скала, володаря Верони, та Рінальдо деі Бонакольсі, володаря Мантуї. Відносини з папством залишалися напруженими, і після того, як 16 грудня 1321 року він не з'явився до папського двору в Авіньйоні, папа наказав вигнаному архієпископу Мілану Айкардо ді Камодеджі розпочати новий судовий процес за єресь проти Маттео Вісконті, його сина Галеаццо та багатьох родичів, які вже померли на той час, таких як Оттоне Вісконті. 30 березня 1322 року міланці були потрапили під інквізицією і втратили свою власність і права. Маттео I Вісконті, тепер вже літній, йому було 74 роки, пішов у Крещенцаго і помер 24 червня 1322 року, залишивши правління своєму синові Галеаццо I, який був призначений сеньйором Мілана 10 липня.
Під час свого правління Маттео також присвятив себе будівництву громадських споруд. У 1316 році для голови Товариства справедливості Скота Сан-Джемньянського було вирішено побудувати Лоджію дельї Осії на Пьяцца дей Мерканті, а наступного року була побудована церква Санта-Марія дей Серві.

#### Галеаццо І Вісконті
Однак ситуація в Мілані була все ще неспокійною, і 8 листопада Галеаццо був змушений залишити Мілан і сховатися в Лоді після деяких зіткнень з Лодрізіо Вісконті, Франческо да Гарбаньяте та тими міланцями, які шукали угоди з Папою. Правління Міланом було доручено бургундському капітану Джованні ді Шатійону, вікарію Фрідріха III Красивого, який залишився в Ломбардії після поразки свого сеньйора. Через побоювання повернення делла Торре 12 грудня Галеаццо було відкликано, щоб очолити місто, яке тепер було охоплене хаосом і грабежами. Папа вів війну проти Мілана разом із делла Торре, зумівши взяти Монцу та оголосивши Галеаццо єретиком. У 1323 році папські війська були виснажені і сховалися в Монці, яку 8 серпня обложив Марко Вісконті. У лютому 1324 року папська армія була розбита міланцями під Вапріо д'Адда. Сімоне делла Торре помирає, а полководець Раймондо да Кардона схоплюється, а потім звільняється, щоб мати можливість обговорити мирну угоду з понтифіком у П'яченці. У 1325 році Галеаццо присвячує себе будівництву замку Монца.
Роботу з об'єднання завершив Аццоне Вісконті, син Галеаццо та племінник Маттео, який працював над закладенням основи структури, яка мала б політично координувати його домени та централізувати владу в руках династії. У 1327 році, після смерті свого батька, він залишився єдиним спадкоємцем і, на противагу понтифіку, купив титул вікарія Мілана у Людовіка IV, імператора Священної Римської імперії. У 1332 році Лукіно та Джованні Вісконті, сини Маттео I, приєдналися до уряду нового вікарія у своєрідному тріумвіраті. Лодрісіо, також член сім'ї Вісконті, який залишився на вулиці, влаштував низку марних змов, щоб скинути цих трьох; коли всі його спільники були заарештовані Аццоне 23 листопада 1332 року та ув'язнені у в'язницях Монци (званих Форні), він був змушений втекти до Верони, де, будучи гостем Мастіно II делла Скала, він уклав низку союзів, серед яких були самі Скалігері та лорд Новари Кальчіно Торніеллі, ворог архієпископа Джованні. Вирішальне зіткнення відбулося 21 лютого 1339 року в битві при Параб'яго, виграній тріумвірами.

#### Тріумвірат

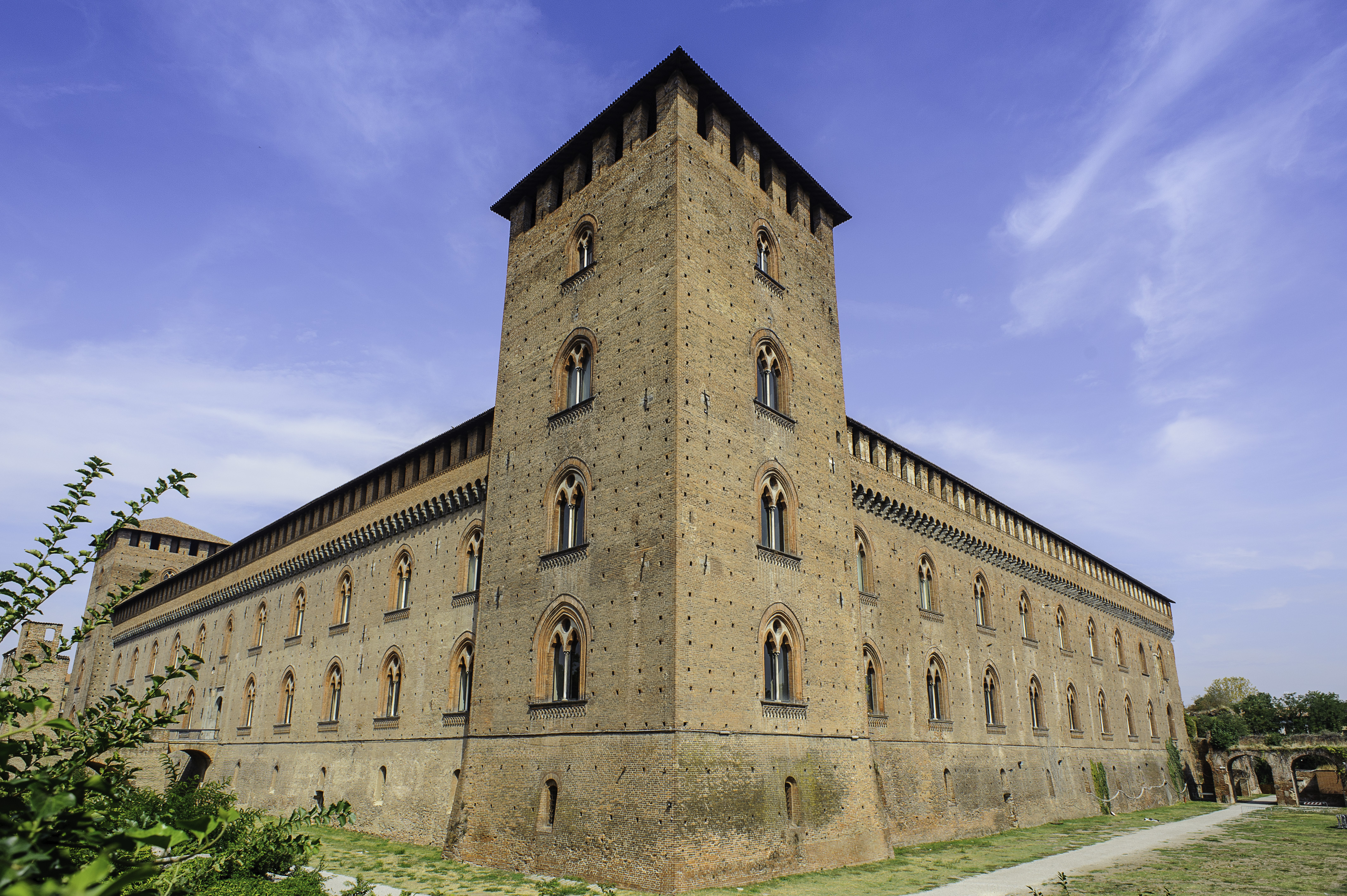
Замок Вісконті в Павії, побудований Галеаццо II

11 жовтня 1354 року після смерті архієпископа Джованні Вісконті володіння Міланом було поділено між його племінниками Маттео II, Галеаццо II і Бернабо. 17 квітня 1355 року Джованні Вісконті, член гілки Оледжіо родини Вісконті, повстав проти Вісконті з Мілана, увійшовши до Болоньї, і 20 квітня він був проголошений подеста. У серпні, після захоплення Болоньї, Бернабо вирішив втрутитися і відвоювати місто, але безуспішно. Тріумвірат був недовговічним, фактично 26 вересня 1355 року Маттео II Вісконті раптово помер у своєму замку в Саронно. Володарство знову було поділено між Галеаццо II і Бернабо, які відповідно отримали західну та східну частини володарства, тоді як їхні сини не мали права спадкоємства.

#### Війна з маркізом Монферратським
Одночасно з кінцем тріумвірату 30 жовтня 1355 року народилася нова ліга проти Мілана на чолі з маркізом Монферратським, який оголосив війну Мілану 15 грудня. 1355 рік став роком, коли маркіз Іоанн II посилив свою владу, фактично завдяки службі захисту, наданій Карлу IV під час його подорожі на італійський півострів, щоб коронуватись імператором Священної Римської імперії в Римі, маркіз отримав імперський вікаріат Павії 3 червня, розділивши його зі своїм двоюрідним братом Отто, герцогом Брауншвейг-Грубенгагенським.
Війна почалася 23 січня 1356 року з окупації Асті, але за короткий час маркіз Монферрат також завоював Альбу, Кунео, а також відібрав у Вісконті Мондові та К'єрі. 10 лютого подеста Болоньї Джованні Вісконті да Оледжіо також прийшов на допомогу маркізу, який всього за два місяці до цього досяг угоди з Бернабо про розподіл влади над Болоньєю. Відповідь Вісконті не змусила себе чекати, і в квітні Галеаццо за допомогою Пандольфо II Малатести обложив Павію та напав на Монферрат. Облога, однак, не увінчалася успіхом, і 28 травня після несподіваної атаки під проводом монаха Якопо Буссоларі армія Галеаццо II Вісконті зазнала серйозної поразки. Незабаром Вісконті були змушені знайти союзників і 27 червня вони уклали союз з Яковом П'ємонтським, який, однак, попросив двох володарів Мілана також втрутитися проти маркіза Томаса II Салуццо. Території Мондові, Морозцо, Кунео і Кераско, відібрані у Вісконті, були придбані в червні 1356 року Філіпом II, принцом Таранто, вікарієм у П'ємонті королеви Неаполя Джоанни I. Війна тривала, і в серпні Бернабо вирішив взяти в облогу Кастеллеоне, але зазнав поразки. Тим часом повстала Генуезька республіка і відновила дожа Сімоне Бокканегра. Навесні Бернабо був уповноважений папою завоювати Болонью, а також безуспішно намагався взяти Реджо-Емілію та Мантую. Ще одна проблема для Вісконті була спричинена Конрадом фон Ландау, військовим авантюристом і союзником ліги проти Вісконті та головою Великої компанії, який у листопаді 1357 року почав грабувати околиці Мілана. Нарешті 6 квітня 1358 року в Мілані відкрилася мирна конференція, в якій взяли участь усі італійські держави, включаючи Венеційську республіку та Савойське графство. Після двох місяців роботи 8 червня 1358 року в Мілані в Сант-Амброджіо було підписано мир. Після угоди Новара та Альба повернулися до Вісконті, а Асті та Павія залишилися під владою маркіза Монферратського.

#### Закріплення правління Вісконті
Від початкової конгрегації міст під владою одного володаря, Джованні та Лукіно, але перш за все Джан Галеаццо та Бернабо, через активну діяльність з консолідації їх влади, реалізовану через скорочення місцевих автономій та залучення до своєї орбіти багатьох дрібних сільських володарів, було створено свого роду державну структуру. З Джованні Вісконті в середині XIV століття відбулося перше велике розширення володінь Вісконті, як з перемогою над лордами Верони Скалігерами, так і з підкоренням Генуезької республіки та Болоньї. Завдяки цим розширенням Джан Галеаццо Вісконті зумів отримати в 1395 році від імператора Священної Римської імперії Вацлава IV Богемського титул герцога, таким чином поклавши кінець сеньйорії та давши початок Міланському герцогству.

## Сеньйори Мілана
| Сеньйор                | Правління         | Правління         | Партія  | Подеста (подести) |
| ---------------------- | ----------------- | ----------------- | ------- | --- |
| Мартіно делла Торе     | 8 вересня 1259    | 20 листопада 1263 | Гвельф  | Капітано-дель-пополо: - Оберто II Паллавічіно Список - - 1259: Teodorico, Pietro degli Avvocati - 1260: Patrizio da Concesa, Guandaleone da Dovera - 1261: Guglielmo Pallavicino - 1262: Ubertino Pallavicino |
| Філіппо делла Торре    | 20 листопада 1263 | 24 грудня 1265    | Гвельф  | Список - - 1263: Zavatario della Strada - 1264: Oberto II Pallavicino - 1st half 1265: Federico Crotta, Tibaldo Volta, Anselmo Lavezzario, Antonio Vistarino - 2nd half 1265: Emberra del Balzo |
| Наполеоне делла Торре  | 24 грудня 1265    | 21 січня 1277     | Гвельф  | Список - - 1266: Emberra del Balzo, Guidotto da Redobio - 1267: Beltramo da Greco - 1268: Corrado Lavizario - 1269: Giovanni degli Avvocati - 1270: Giovanni Palastrello - 1271: Roberto Roberti - 1272: Visconte Visconti - 1273: Obizzo del Carretto - 1st half 1274: Guglielmo degli Avvocati - 2nd half 1274-1275: Venedico dell'Orso - 1276: Teodisio di Sanvitale, Goffredo di Langosco |
| Оттоне Вісконті        | 21 січня 1277     | 8 серпня 1295     | Гібелін | Капітано-дель-пополо: - Вільгельм VII (маркіз Моферрату) (1278 – 81) - Маттео I Вісконті (1287 – 95) Список - - 1st half 1277: Ponzio degli Amati - 2nd half 1277: Aldobrandino Tangentino, Riccardo di Langosco - 1st half 1278: Alberto Fontana - 2nd half 1278: Raniero Zen - 1st half 1279: Antonio da Lomello - 2nd half 1279: Lotterio Rusconi - 1st half 1280: Gabrino da Tresseno - 2nd half 1280: Tommaso degli Avvocati, Giovanni da Lucino - 1st half 1281: Tommaso degli Avvocati, Federico Tornielli - 2nd half 1281: Uberto Beccaria - 1st half 1282: Rufino Gotoario, Galoteffio da Cesena - 2nd half 1282: Giovanni del Poggio - 1st half 1283: Uberto Beccaria - 2nd half 1283: Jacopo Sommariva - 1st half 1284: Baldovino degli Ugoni - 2nd half 1284: Guglielmo Rossi - 1st half 1285: Alberto Confalonieri - 2nd half 1285: Boezio da Lavello - 1st half 1286: Ugolino Rossi - 2nd half 1286: Pietro Rusconi - 1287: Ruffiniano Beccaria - 1st half 1288: Matteo Visconti - 2nd half 1288: Jacopo de Jacopi - 1st half 1289: Uberto Beccaria - 2nd half 1289: Baldovino degli Ugoni - 1st half 1290: Baldovino degli Ugoni, Bernardino da Polenta - 2nd half 1290: Matteo Visconti - 1st half 1291: Uberto Guasco - 2nd half 1291: Niccolò Merlano - 1st half 1292: Antonio Gallizi - 2nd half 1292: Rolando Scotti - 1293: Amighetto da Martinengo - 1st half 1294: Matteo de Maggi - 2nd half 1294: Zaccaria Salimbeni - 1295: Enrico Tangentino |
| Маттео I Вісконті      | 8 серпня 1295     | червень 1302      | Гібелін | Список - - 1296: Zanazio Salimbene - 1st half 1297: Corrado Gambara - 2nd half 1297: Fulcieri di Calboli - 1st half 1298: Tommaso Rangoni - 2nd half 1298: Jacopo del Cassero - 1st half 1299: Bisaccia Riccardi - 2nd half 1299: Federico Sommariva - 1st half 1300: Guelfo Filodoni - 2nd half 1300: Federico Sommariva - 1301: Bracco Guinizelli - 1302: Bernardino da Polenta |
| Гвідо делла Торре      | липень 1302       | 6 січня 1311      | Гвельф  | Список - - 1303: Antonio Fissiraga - 1st half 1304: Anselmo da Palestro - 2nd half 1304 – 1st half 1305: Federico Ponzoni - 2nd half 1305: Riccardo Langosco - 1st half 1306: Francesco degli Avvocati - 2nd half 1306: Guido dei Roberti - 1st half 1307: Arnolfo Fissiraga - 2nd half 1307: Jacopo Cavalcabò - 1308: Matteo del Pallio - 1309: Tignacca Paravicino - 1310: Ghislerio |
| Маттео I Вісконті      | 6 січня 1311      | 24 червня 1322    | Гібелін | Список - - 1311-March 1312: Ugolino da Sesso - March 1312-April 1312: Ziliolo Allegri - April 1312-September 1312: Azzone Malaspina - September 1312-January 1314: Giannazzo Salimbene - January 1314 – July 1314: Guidone Pignoli - July 1314 – October 1314: Scoto di San Gimignano - October 1314 – April 1315: Spinetta Malaspina - April 1315 – October 1316: Giacomo da Peschiera - October 1315 – January 1316: Ruggero Servadei - May 1316 – November 1316: Jacopino da Cornazzano - November 1316 – June 1317: Bonifacio da Alice - June 1317 – December 1317: Gualtieri di Corte - December 1317: Azorino Malaspina - 1318: Enrico dei Petrioli - 1319: Bonifacio da Cavriago - 1320: Paolo Aldigheri - 1321: Giacomino da Iseo - March 1322 – October 1322: Lanfranco Cavalazzi |
| Галеаццо I Вісконті    | 24 червня 1322    | 6 серпня 1328     | Гібелін | Список - - October 1322: Giovanni Lanfranchi - November 1322 – December 1322: Ravizza Rusconi - January 1323 – February 1323: Alessandro da Bologna - February 1323 – September 1323: Calzino Tornielli - September 1323 – December 1323: Giacomo Rusconi - 1324 – June 1325: Viscontello da Binasco - June 1325 – October 1325: Ottorino Mostardi - October 1325 – July 1326: Beccario Beccaria - July 1326 – December 1326: Gorzera Bonaccorsi - 1327–1328: Gozio di Guiderchusen |
| Аццо Вісконті          | 6 серпня 1328     | 16 серпня 1339    | Гібелін | Список - - 1329-April 1330: Guiscardo Lancia - April 1330 – December 1330: Ugolino da Lucino - 1331: Lanfranco Cavalazzi - 1st half 1332: Lanfranco Tentone - 2nd half 1332: Zanotto Fieschi - 1333: Giovanni del Mangano - 1334: Mirano Beccaria - December 1334 – May 1338: Orso Giustiniani - May 1338 – May 1339: Isnardo Colleoni |
| Лукіно I Вісконті      | 16 серпня 1339    | 24 січня 1349     | Гібелін | Список - - May 1339 – June 1340: Giovanni Besacci - June 1340 – July 1341: Francesco Malaspina - July 1341 – July 1342: Alberto Rusconi - July 1342 – 13??: Goffredo da Sesso |
| Джованні Вісконті      | 16 серпня 1339    | 5 жовтня 1354     | Гібелін | Список - - May 1339 – June 1340: Giovanni Besacci - June 1340 – July 1341: Francesco Malaspina - July 1341 – July 1342: Alberto Rusconi - July 1342 – 13??: Goffredo da Sesso |
| Маттео II Вісконті     | 5 жовтня 1354     | 29 вересня 1355   | Гібелін | Список - - 1356: Lotario Rusconi - 1362: Bernardino Bolghero - 1372: Giberto da Correggio - 1373: Lotario Rusconi - 1385: Carlo Zen |
| Галеаццо II Вісконті   | 5 жовтня 1354     | 4 серпня 1378     | Гібелін | Список - - 1356: Lotario Rusconi - 1362: Bernardino Bolghero - 1372: Giberto da Correggio - 1373: Lotario Rusconi - 1385: Carlo Zen |
| Бернабо Вісконті       | 5 жовтня 1354     | 6 травня 1385     | Гібелін | Список - - 1356: Lotario Rusconi - 1362: Bernardino Bolghero - 1372: Giberto da Correggio - 1373: Lotario Rusconi - 1385: Carlo Zen |
| Джан Галеаццо Вісконті | 6 травня 1385     | 5 вересня 1395    | Гібелін | Список - - 1390: Prandeparte Pico della Mirandola - May 1392 – May 1393: Giberto da Correggio - May 1393 – June 1394: Enrico Rivola - June 1394 – March 1396: Spinetta Spinola |

## Герби

Герб
1259–1274 (За династії Делла Торре)
1274–1277 (За династії Делла Торре)
1277–1395 (За династії Вісконті)